# محاكي الشبكة الرسومي

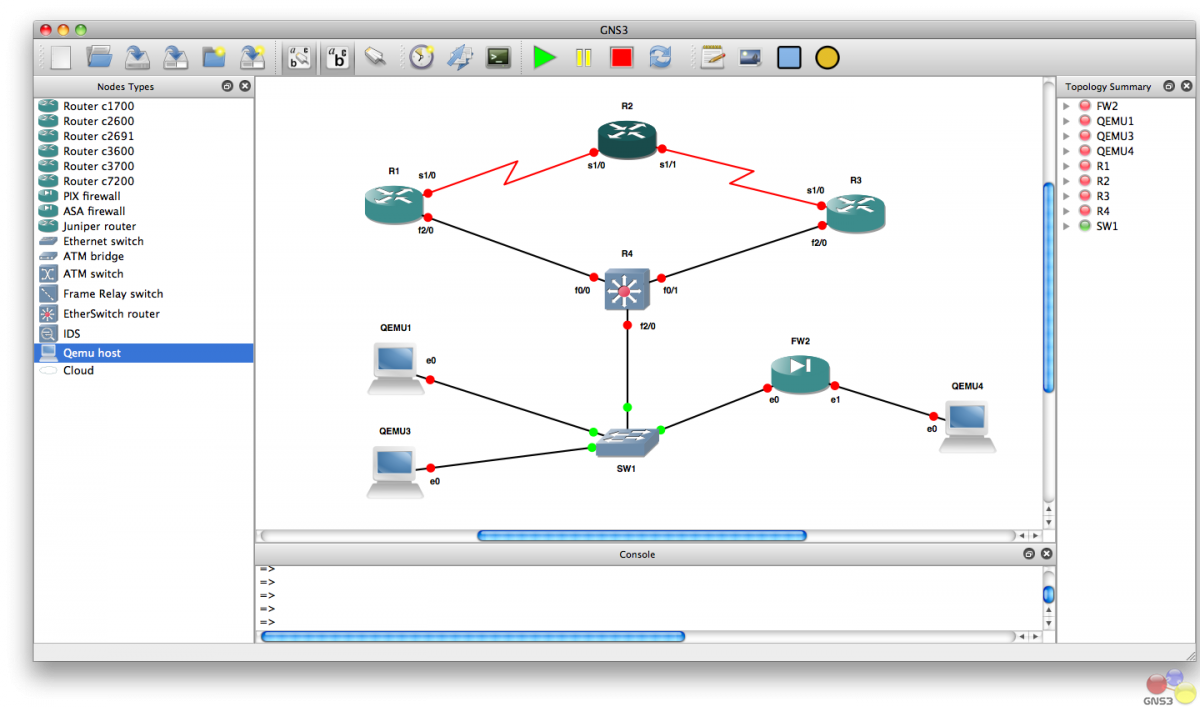

برنامج GNS3 هو من البرامج التي تُصنف على أنها مفتوحة المصدر (GNU GPL)، وهو برنامج شهير يقوم بمحاكاة لشبكات الإنترنت الحقيقية، ويمكنك من عمل شبكة افتراضية مشابهة في عملها للشبكة في الواقع. ويوفر GNS3 واجهة رسومية بديهية لتصميم وتكوين الشبكات الافتراضية، وهو يعمل على أجهزة الكمبيوتر الشخصية ويمكن كذلك إستخدامه على أنظمة التشغيل المتعددة.
ومن أجل أن يقوم البرنامج بمحاكاة دقيقة وكاملة؛ فهو يستخدم أدوات المحاكاة التالية:
- دينامبس: المعروف لدى شركة سيسكو بمحاكي IOS.
- فيرشوال بوكس: يقوم بإدارة سطح المكتب وأنظمة تشغيل الخوادم، وكذلك أجهزة JunOS.
- كيمو: وهو محاكي عام مفتوح المصدر.

ويعتبر GNS3 بديل ممتاز وأداة مكملة للمختبرات الحقيقية، والذي يوفر الكثير على مهندسي الشبكات الذين يحتاجون إلى تجربة الشبكة واكتشاف الأخطاء قبل تطبيقها على الواقع. ويعتبر كذلك غاية في الأهمية لطلاب هندسة الشبكات والذين يدرسون للحصول على شهادات سيسكو مثل خبير شبكات سيسكو المعتمد، سي سي إن بي and شهادات سيسكو ‏ , JNCIS and JNCIE.

## روابط خارجية
GNS3